# Frank (bande dessinée)
Pour les articles homonymes, voir Frank.

Frank est une série de bande dessinée réalisée par l'Américain Jim Woodring depuis le début des années 1990. Elle tire son nom de son personnage principal, un animal bipède d'une espèce non déterminée avec une courte queue, décrit par Woodring comme étant « génériquement anthropomorphique ».

## Histoire de publication
Il apparut pour la première fois sur la couverture de Jim numéro 4, et devint récurrent dans Jim Volume 2, avant d'acquérir sa propre série, Frank.
Différents artistes ont créé des courts-métrages d'animation basés sur le personnage de Frank.

## Analyse
Les histoires de Frank sont quasiment muettes, et sont réalisées soit avec des couleurs vives et chatoyantes, soit en noir et blanc. Elles suivent les aventures de Frank dans un monde étrange qui est à la fois idylique et plein de dangers grotesques. Quelques-unes des histoires relatent des conflits violents avec le Manhog (homme-porc) sans scrupule, ou avec le Whim (ressemblant à Satan). Dans d'autres histoires, Frank rencontre un objet étrange, une créature inconnue ou un endroit particulier, et il essaie de déterminer son comportement. Parfois, on suit simplement Frank dans ses activités quotidiennes. Sauf pour l'introduction de nouveaux personnages récurrents comme Pupshaw, l'animal de compagnie de Frank, il n'y a pas de continuité ni de chronologie dans ses aventures; Frank comme le Manhog ont tous deux été tués à plusieurs reprises.
Même si les histoires sont souvent décrites comme « oniriques », Woodring a déclaré qu'elles constituaient son travail le plus conscient et réfléchi.

## Publications en anglais

### Revues
- Frank, Seattle : Fantagraphics Books, 4 volumes, 1996-2001.

### Albums
- Frank, Seattle : Fantagraphics Books, 1994.  (ISBN 1560971533)
- Frank volume 2, Seattle : Fantagraphics Books, 1997.  (ISBN 1560971533)
- Trosper, Seattle : Fantagraphics Books, 2002.  (ISBN 1560974265)
- The Frank Book, Seattle : Fantagraphics Books, 2003.  (ISBN 1560975342)
- The Portable Frank, Seattle : Fantagraphics Books, 2008.  (ISBN 9781560979784)
- Weathercraft, Seattle : Fantagraphics Books, 2010.  (ISBN 9781606993408)
- Congress of the Animals, Seattle : Fantagraphics Books, 2011.  (ISBN 9781606994375)

## Publications en français

### Revues
- « Pushpaw », dans Lapin n°21, Paris : L'Association, 1998, p. 5-22.
- « L'Homme-Porc face à lui-même », dans Lapin n°22, Paris : L'Association, 1999, p. 125-134.
- Histoire sans titre dans Lapin n°26, Paris : L'Association, 2001, p. 61-66.
- « Sprank », dans Lapin n°28, Paris : L'Association, 2001, p. 63-66.
- Histoire sans titre dans Lapin n°30, Paris : L'Association, 2001, p. 24-27.
- « Prosper », dans Lapin n°32, Paris : L'Association, 2002, p. 21-23.

### Albums
- Frank, L'Association, coll. « Ciboulette », 1998.  (ISBN 284414005X)
- Frank 2, L'Association, coll. « Ciboulette », 2006.  (ISBN 2844142168)
- Frank's Real Pa, L'Association, coll. « Côtelette », 2007.  (ISBN 9782844142245)
- Weathercraft, L'Association, coll. « Ciboulette », 2009.  (ISBN 9782844143907)
- Frank et le Congrès des Bêtes, L'Association, coll. « Ciboulette », 2011.  (ISBN 9782844144225)